# Penthides
Penthides is een kevergeslacht uit de familie van de boktorren (Cerambycidae). De wetenschappelijke naam van het geslacht werd voor het eerst geldig gepubliceerd in 1933 door Matsushita.

## Soorten
Penthides omvat de volgende soorten:
- Penthides anilis Holzschuh, 2010
- Penthides flavus Matsushita, 1933
- Penthides modestus Tippmann, 1955
- Penthides rufoflavus (Hayashi, 1957)